# Acte clair
Zasada acte clair (fr. akt oczywisty) – zasada prawa wspólnotowego Unii Europejskiej, związana z instytucją pytań prejudycjalnych, która mówi, że jeśli przepis prawa wspólnotowego jest wystarczająco jasny i precyzyjny oraz odnosi się do danej sprawy, to nie należy kierować pytania wstępnego (prejudycjalnego) w przypadku, gdy brak jest wątpliwości co do jasności normy prawa europejskiego.